# 徐晋如
徐晋如（1976年12月27日—），字康侯，号胡马，斋名缀石轩、忏慧堂，江苏盐城人，中国诗人、学者。治学领域涉及政治儒学、诗词学、京剧学。为人特立独行，为此引发不少争议。曾激烈批判过南怀瑾、于丹、莫言、文怀沙、余秋雨等人。

## 生平
1994年考入清华大学中文系，1996年转入北京大学中文系。2005年，跳过硕士阶段，考取中山大学古文献学博士，师从陈永正。学生期间，曾任清华大学静安诗词社社长、北京大学诗词协会会长、中山大学岭南诗词研习社社长。
2009年9月任深圳大学文学院讲师，2011年1月为副教授。任深圳国学院教务长、深圳市儒家文化研究会副会长、香港孔教学院永远名誉院长。

## 事件
2007年3月2日，徐晋如在天涯论坛发表一篇名为《我们为什么要将反对于丹之流进行到底》的帖子，文中言辞激烈地批评指责学者于丹，甚至要求于丹从《百家讲坛》中下台，并向电视观众道歉。

## 作品
其作品有《胡马集》、《红桑照海词》、《大学诗词写作教程》、《禅心剑气相思骨——中国诗词的道与法》、《忏慧堂集》、《高贵的宿命——一个文化遗民的怕和爱》、《缀石轩论诗杂著》等。